# Dawuhan (Krejengan)
Dawuhan is een bestuurslaag in het regentschap Probolinggo van de provincie Oost-Java, Indonesië. Dawuhan telt 2274 inwoners (volkstelling 2010).